# Minibidion minimum
Minibidion minimum là một loài bọ cánh cứng trong họ Cerambycidae.